# Liwa al-Quds
Die Liwa al-Quds (arabisch لواء القدس, DMG Liwāʾ al-Quds) ist eine palästinensische Miliz, die in Syrien an der Seite der syrischen Armee kämpft. Gemeinsam mit der 66. Brigade der 10. Panzerdivision der syrischen Armee und den Nationalen Verteidigungskräften besiegte sie im Oktober 2015 Verbände der Terrorgruppe IS in den westlichen Außenbezirken von Ithriya und sicherte so die strategisch wichtige Nachschubroute Salamiyya-Ithriya. Ein Kommandeur der Gruppe, Mohammed Rafi, wurde am 27. November 2016 an der Front gegen radikalislamistische Gruppen im Nordosten Aleppos getötet. Er wurde zuvor im Oktober vom russischen Militär für seine Verdienste bei der Befreiung des Handarat-Lagers ausgezeichnet.